# Hypothèse de l'homoncule

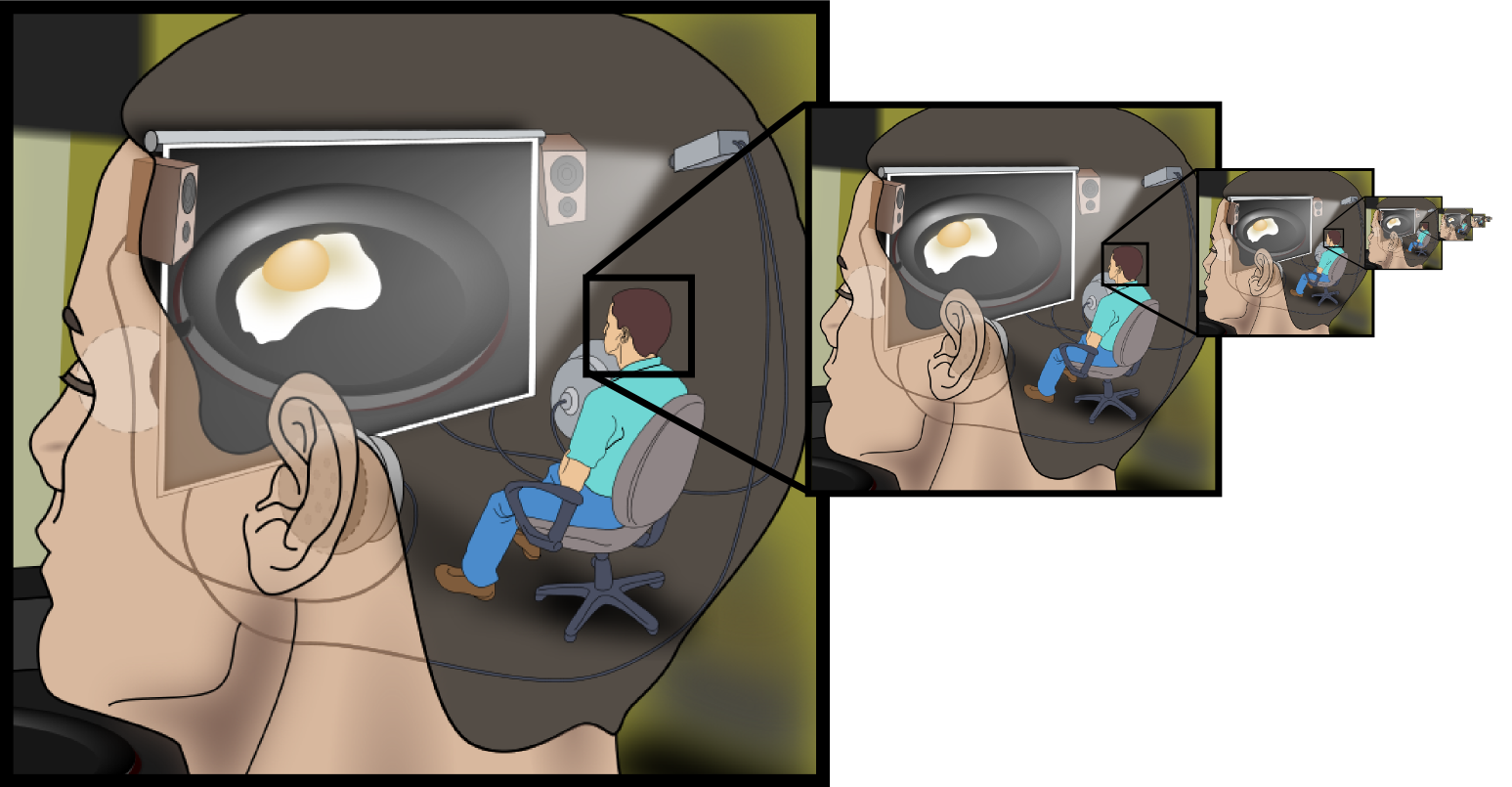
L'idée d'un « spectateur interne » génère la régression à l'infini du spectateur interne.

L'hypothèse de l'homoncule est un sophisme qui apparaît le plus souvent dans la théorie de la vision. On peut expliquer la vision humaine en notant que la lumière du monde extérieur forme des images sur les rétines et quelque chose (ou quelqu'un) dans le cerveau les regarde comme s'il s'agissait d'images sur un écran de cinéma (cette théorie de la vision est parfois appelée la théorie du « théâtre cartésien ») et, de nos jours, elle est le plus souvent associée au psychologue David Marr. La question se pose quant à la nature de ce spectateur interne. L'hypothèse ici est qu'il y a un « petit homme » ou « homoncule » à l'intérieur du cerveau » qui regarde le film.
La raison pour laquelle il s'agit d'un sophisme peut être comprise en se demandant comment l'homoncule « voit » le film interne. La réponse évidente est qu'il existe un autre homoncule à l'intérieur de la « tête » ou « cerveau » du premier homoncule en train de regarder ce « film ». Mais comment cet homoncule voit-il le « monde extérieur »? Pour répondre à cela, nous sommes obligés de poser un autre homoncule dans la tête de cet autre homoncule et ainsi de suite. En d'autres termes, nous sommes dans une situation de régression à l'infini. Le problème avec l'hypothèse de l'homoncule est qu'elle tente de rendre compte d'un phénomène avec les termes du phénomène même qu'elle est censée expliquer.

## Hypothèse de l'homoncule en termes de  règles
Un autre exemple se trouve dans les théories cognitivistes qui font valoir que le cerveau humain utilise des règles  pour effectuer des opérations (ces règles étant souvent conceptualisées comme étant des algorithmes d'un programme informatique). Par exemple, dans son travail des années 1950, 60 et 70, Noam Chomsky a fait valoir que (selon les mots de l'un de ses livres) les êtres humains emploient des « Règles et Représentations » (ou pour être plus précis, des règles agissant sur les représentations) afin de les comprendre. Plus récemment Chomsky a abandonné ce point de vue : voir programme minimaliste.
Si l'on pense au jeu d'échecs par exemple, les joueurs reçoivent des règles (les règles du jeu d'échecs donc) qu'ils doivent suivre. Ainsi : qui emploie ces règles? La réponse est évidente : les joueurs (d'échecs) utilisent les règles : ce n'est évidemment pas les règles elles-mêmes qui jouent aux échecs. Les règles elles-mêmes ne sont que des indications inertes sur le papier jusqu'à ce qu'un être humain les lise, les comprenne et les utilise. Mais qu'en est-il des « règles » qui sont, paraît-il, à l'intérieur de notre tête (cerveau)? Qui les lit, les comprend et les utilise? Encore une fois, la réponse est implicite (et, certains diraient, doit être) : un « homoncule » : un petit homme qui lit les règles du monde et donne des ordres à l'organisme en vue d'agir sur lui. Mais nous sommes de nouveau dans une situation de régression à l'infini, parce que cela implique que l'homoncule possède un processus cognitif qui est également lié à une règle, ce qui suppose une autre homoncule à l'intérieur de sa tête, et ainsi de suite à l'infini. Par conséquent, selon cet argument, les théories de l'esprit qui impliquent ou affirment explicitement que la connaissance est liée à une règle ne peuvent être correctes à moins de trouver une certaine façon de « fixer » la régression.
Ceci est important car il est souvent supposé dans les sciences cognitives que les règles et algorithmes sont essentiellement les mêmes : en d'autres termes, la théorie que la connaissance est liée à une règle est souvent comprise comme impliquant que la pensée (la cognition) est essentiellement la manipulation des algorithmes, et ceci est l'une des principales hypothèses de certaines variétés d'intelligence artificielle.
Les hypothèses de l'homuncule sont toujours fallacieuses à moins d'une certaine façon soit trouvée pour « fixer » la régression. En psychologie et en philosophie de l'esprit, les hypothèses de l'homoncule (ou « erreurs de homoncule ») sont extrêmement utiles pour détecter le point où les théories de l'esprit échouent ou sont incomplètes. Le sophisme de l'homoncule est étroitement liée à la régression de Ryle.

## Contrarguments
L'argument de la régression déjà cité n'invalide pas nécessairement toutes les formes de l'argument de l'homoncule. La régression repose sur l'idée que l'homoncule « à l'intérieur » du cerveau doit lui-même avoir un homoncule intérieur, mais il n'est pas évident que cela est une condition nécessaire. Un dualiste pourrait faire valoir que l'homoncule à l'intérieur du cerveau est immatériel (comme l'âme cartésienne), ou un mystique pourrait affirmer que l'homoncule est une requalification de la conscience infinie de Dieu (ou vrai soi), et de ce fait ne nécessite pas d'homoncule (ou toute autre forme, spirituelle ou matérielle) pour avoir une expérience sensorielle, puisque cette expérience est une expression de l'auto-conscience de l'univers ne nécessitant pas de fin à la régression autre que le moment présent lui-même. Un non-dualiste peut faire valoir, de façon similaire au mystique, qu'une forme de vie humaine (ou tout organisme) coïncide et est indivisible de son environnement, avec ce champ unifié de sensibilisation (à savoir, la conscience universelle) se prenant lui-même pour un homoncule (ou un ego). Ainsi, l'argument de régression est uniquement valable s'il ne peut y avoir d'autre explication de la cognition fournie à l'homoncule, et les arguments d'une Cause Première ou une conscience transcendantale sans forme (à savoir la sensibilisation sous-jacente et au-delà de la forme) sont rejetés.

## Source de la traduction
- (en) Cet article est partiellement ou en totalité issu de l’article de Wikipédia en anglais intitulé « Homunculus argument » (voir la liste des auteurs).